# Torre de Beyazıt

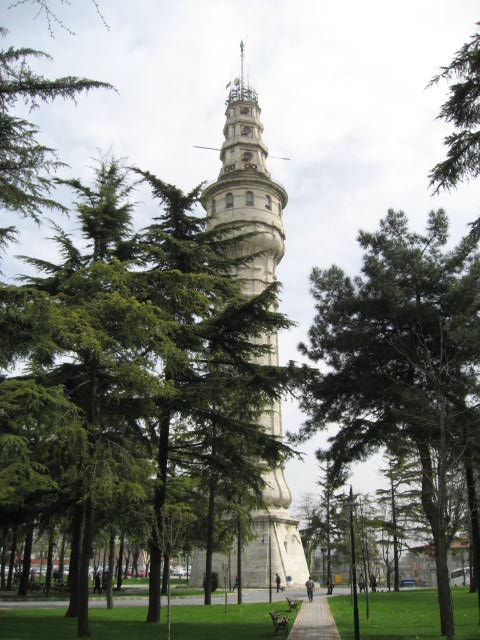
Torre Beyazıt.

La Torre Beyazıt, también llamada Torre Serasker, es una torre de incendios de 85 metros de alto situada en el patio del campus principal de la Universidad de Estambul (antes Ministerio Otomano de la Guerra) en la plaza de Beyazıt en el distrito de Fatih de Estambul, Turquía.
La Torre Beyazıt fue ordenada por el sultán otomano Mahmud II (1808-1839), y diseñado por Senekerim Balyan que lo construyó de piedra en 1828 en el lugar de la original torre de madera que fue destruida en un incendio.